# Janina Augustyńska
Janina Zofia Augustyńska z domu Zielewicz, pseudonim „Janina“ (ur. 17 sierpnia 1920 w Bydgoszczy, zm. 13 sierpnia 1944 w Warszawie) – harcerka, żołnierz AK.

## Życiorys

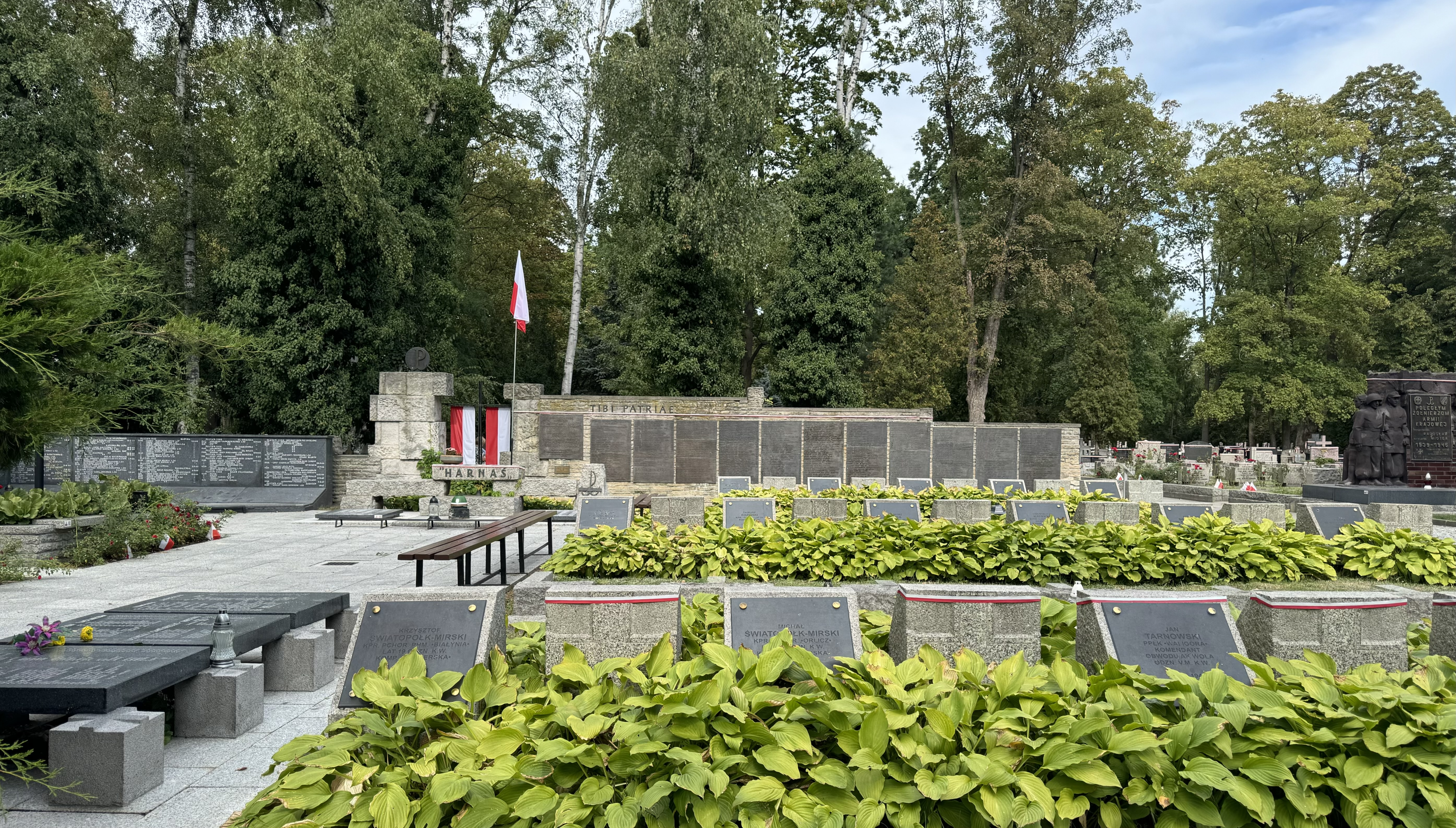
Zbiorowa mogiła, w której spoczywa Janina Augustyńska z domu Zielewicz wraz z mężem Jędrzejem Augustyńskim, cmentarz Powązki Wojskowe, kwatera B24

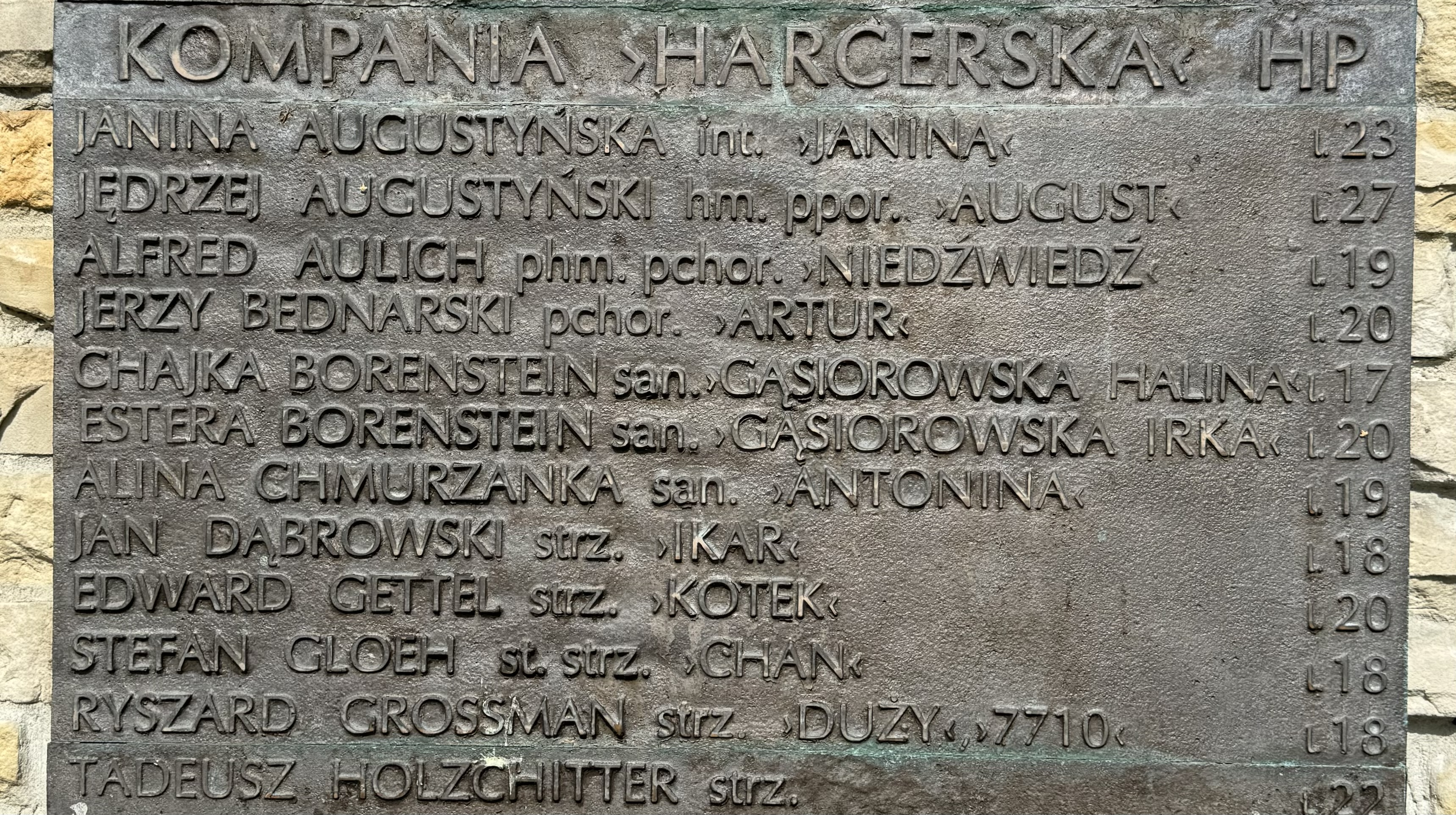
Tablica pamiątkowa na Powązkach Wojskowych w Warszawie

Była córką Stanisława Zielewicza (urzędnika kolejowego, kierownika warsztatów PKP) i Marianny z Matuszewskich. W Bydgoszczy ukończyła szkołę powszechną, następnie uczęszczała do Żeńskiego Katolickiego Gimnazjum Humanistycznego, w którym zdała maturę. W okresie nauki gimnazjalnej wstąpiła do harcerstwa.
Po wybuchu II wojny światowej przyjechała do Warszawy (1940 lub 1941), zajmując mieszkanie przy ul. Barbary. Pracę w konspiracji podjęła wraz z braćmi Stefanem i Bolesławem. W lutym 1942 wraz z nimi została aresztowana w mieszkaniu, gdzie podczas przeprowadzonej rewizji odnaleziono broń. Rodzeństwo przesłuchiwane było na Alei Szucha, a następnie osadzone na Pawiaku i Serbii. Po wykupieniu z Pawiaka latem 1943 wzięła ślub z Jędrzejem Augustyńskim, harcmistrzem Hufców Polskich.
W powstaniu warszawskim służyła jako sanitariuszka kompanii „harcerskiej” batalionu „Gustaw” Zgrupowania AK „Róg”, w której mąż w stopniu podporucznika pełnił obowiązki kwatermistrza. Zginęła wraz z mężem 13 sierpnia na ulicy Kilińskiego od wybuchu niemieckiego pojazdu – nosiciela ładunków wybuchowych typu Ladungsträger Borgward IV.
Imiona Jadwigi Augustyńskiej i Jędrzeja Augustyńskiego widnieją na tablicy pamiątkowej zbiorowej mogiły na Cmentarzu Wojskowym na Powązkach w Warszawie (kwatera B-24). W powstaniu poległ także brat Janiny, Stefan (pseudonim „Olcha”, porucznik, zastępca dowódcy kompanii „Gertruda”).